# ثوبة واقب (القبيطة)

تعديل مصدري - تعديل

ثوبة واقـب هي إحدى قرى عزلة كرش بمديرية القبيطة التابعة لمحافظة لحج، بلغ تعداد سكانها 82 نسمة حسب تعداد اليمن لعام 2004.